# Rocky Mountain House
Rocky Mountain House je kanadské město v západní Albertě, které se nachází ve vzdálenosti přibližně 77 km západně od Red Deer na soutoku řek Clearwater a Severní Saskatchewan. V roce 2016 mělo 6635 obyvatel.

## Historie
Historie města začíná v 18. století, kdy oblast osídlili britští a kanadští kožešinoví obchodníci během západní kanadské expanze. V roce 1799 Společnost Hudsonova zálivu a Severozápadní společnost zřídily obchodní stanice s kožešinami Rocky Mountain a Acton House. V roce 1821 se společnosti spojily, společnou obchodní stanici pojmenovaly Rocky Mountain House a pokračovaly v obchodování s domorodými národy až do roku 1875, kdy stanici uzavřely, ale název osady už zůstal. V roce 1912 se osada stala městem.